# Walenpleintje
Het Walenpleintje is een klein plein aan de Oudezijds Achterburgwal in Amsterdam. Het is vernoemd naar de Waalse Kerk die aan het plein staat.
Het plein werd al eeuwenlang in de volksmond Walenpleintje genoemd. In 1978 besloot de gemeente het plein ook officieel zo te noemen, ter gelegenheid van het 400-jarig jubileum van de Alteratie van Amsterdam. Tot de Alteratie was de Walenkerk de kapel van het rooms-katholieke Sint-Paulusbroederklooster. De huisnummering van het plein volgt nog steeds die van de Oudezijds Achterburgwal, waarvan het eigenlijk een inham is. Het adres van de Waalse Kerk is Walenpleintje 159.
Alle panden aan het plein, met de adressen Walenpleintje 155, 157, 159, 161, 163, 165 en 167, zijn beschermd als rijksmonument. Behalve de kerk (159) en haar bijgebouw op nummer 157 (uit het begin van de 19e eeuw), zijn ze alle gebouwd in de jaren 1640-1650 als woonhuis.
Het plein bereikte de finale in de verkiezing van de mooiste straat van Amsterdam door lezers van Het Parool in 2007. De krant citeerde de filmmaker Albertien Pareau Dumont die het pleintje "De parel van de Wallen" noemde. "Vanaf de Oudezijds zie je de Waalse Kerk, aan weerszijden van dit minipleintje staan ongeschonden middeleeuwse huisjes. Maagden tussen de meeste Wallenpanden", volgens de filmmaakster.

## Afbeeldingen

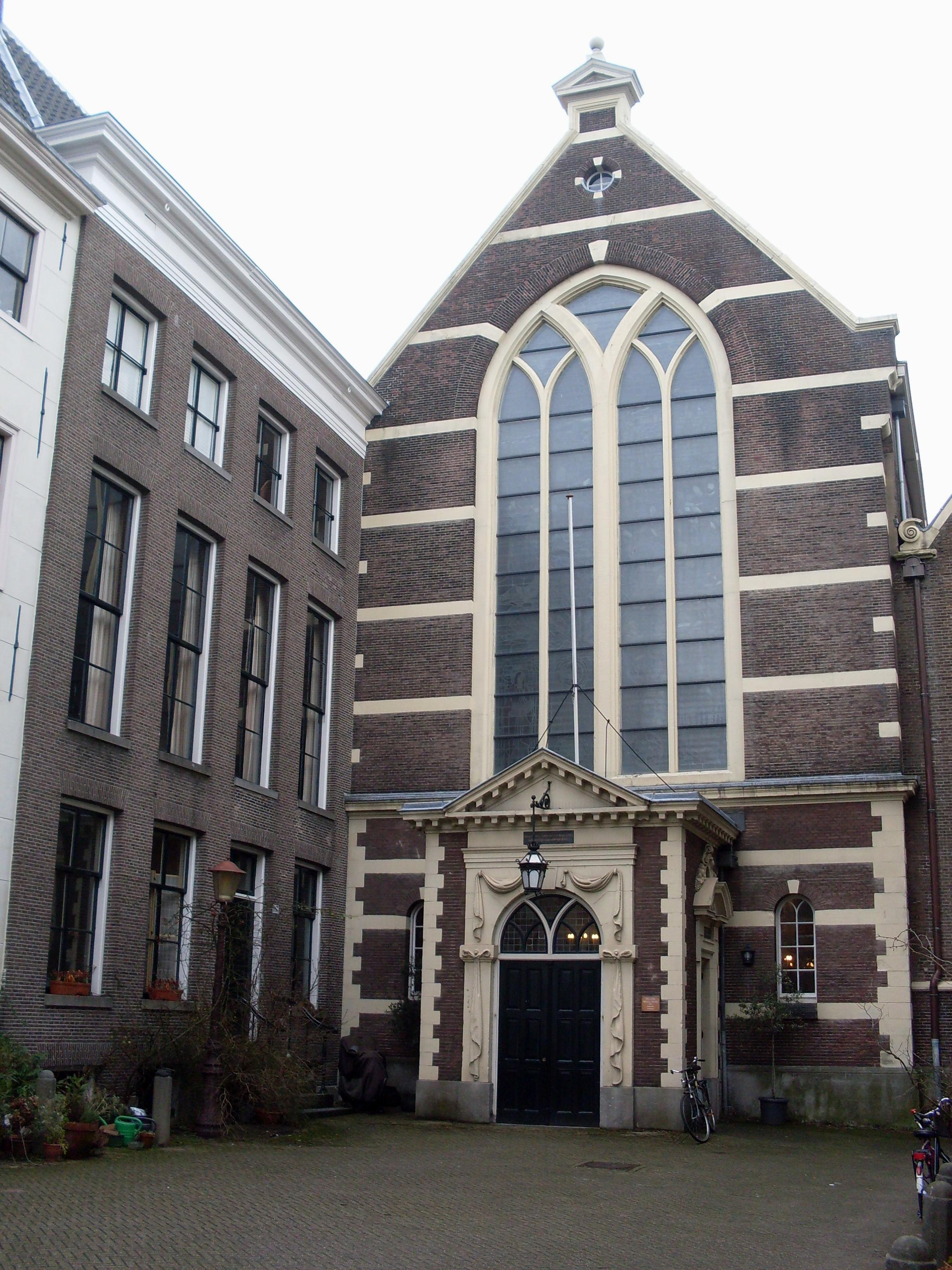
Waalse kerk en bijgebouw, Walenpleintje 157 en 159
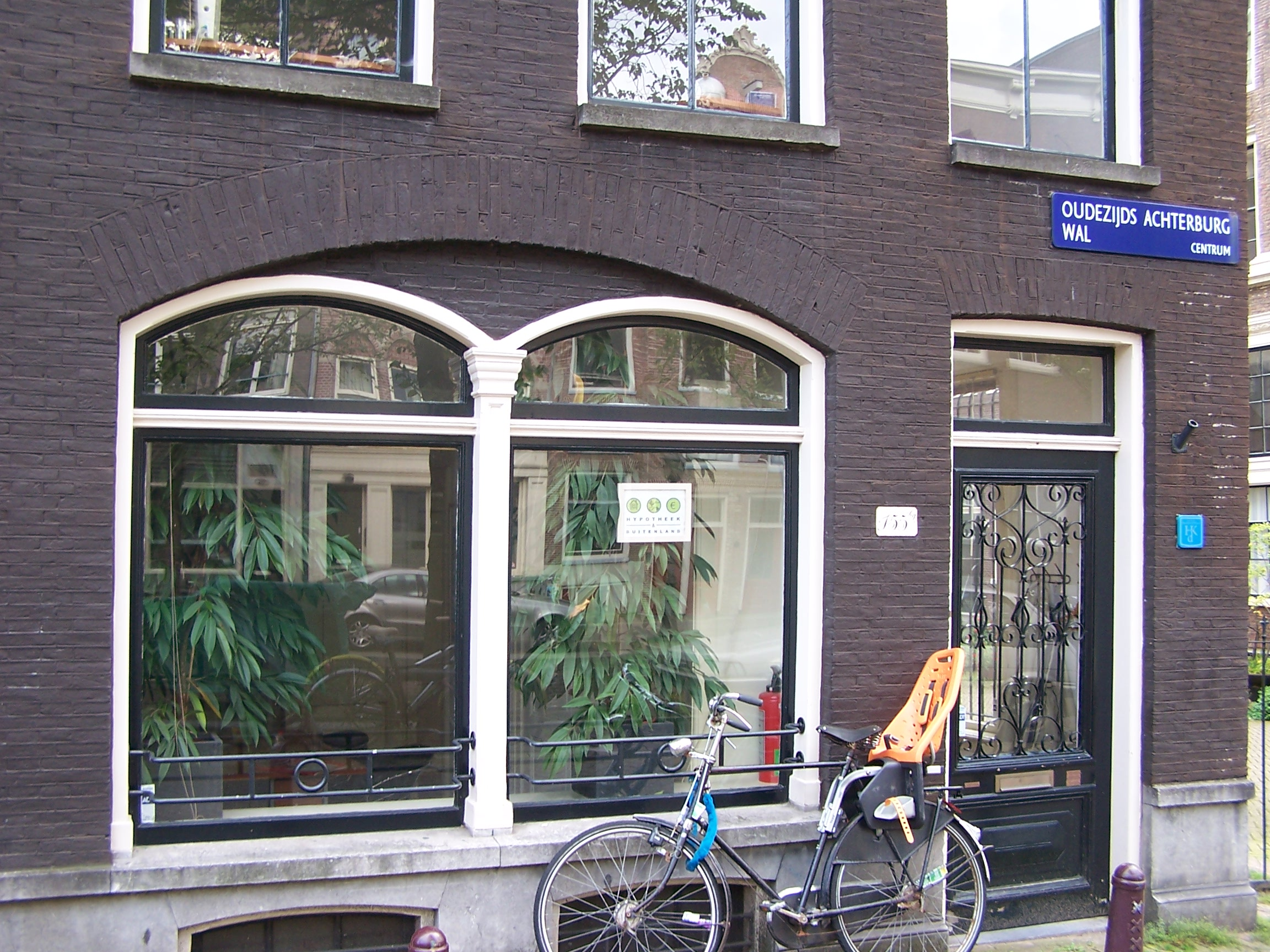
hoekpand Oudezijds Achterburgwal/Walenpleintje 155
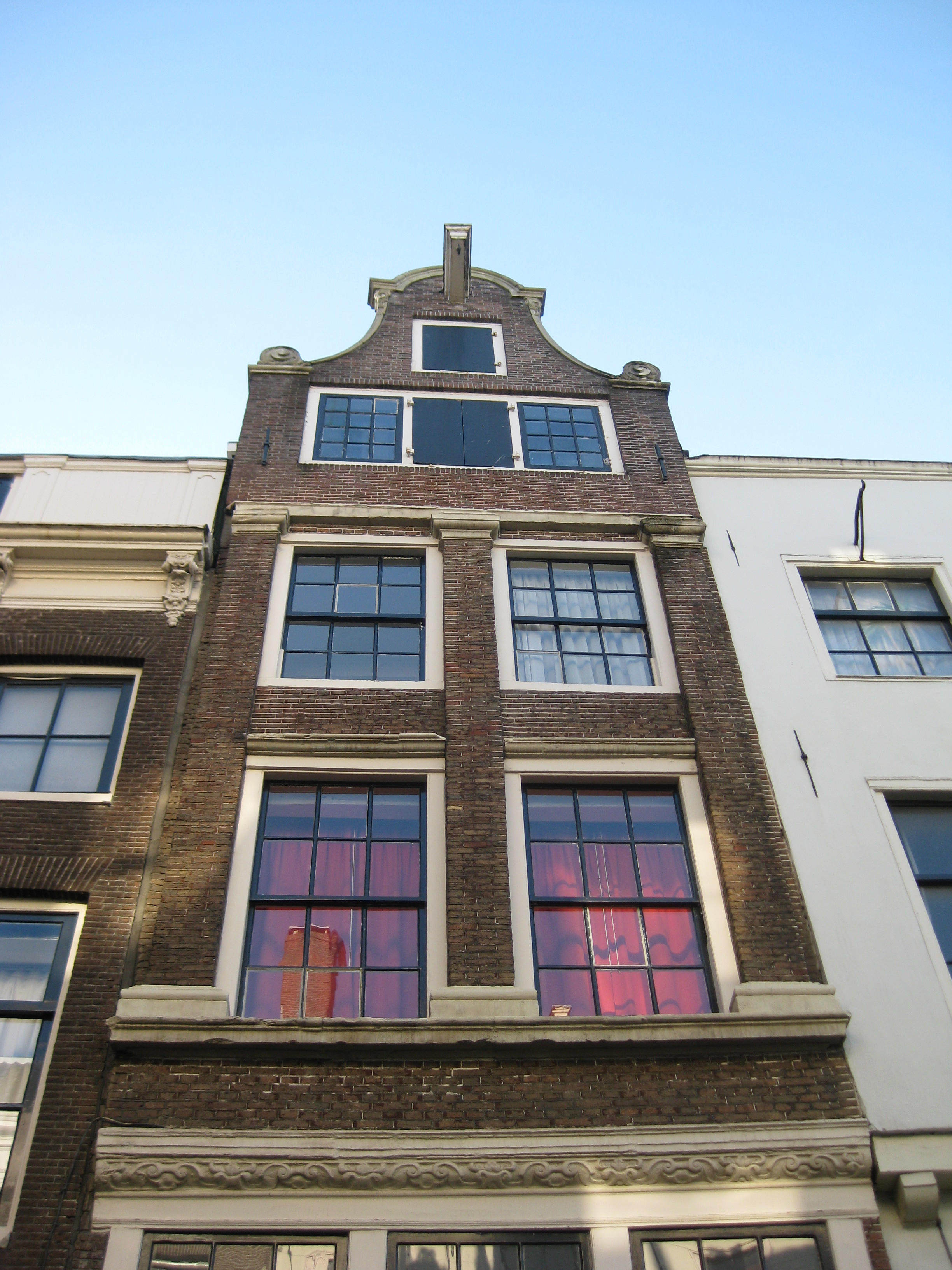
Walenpleintje 165
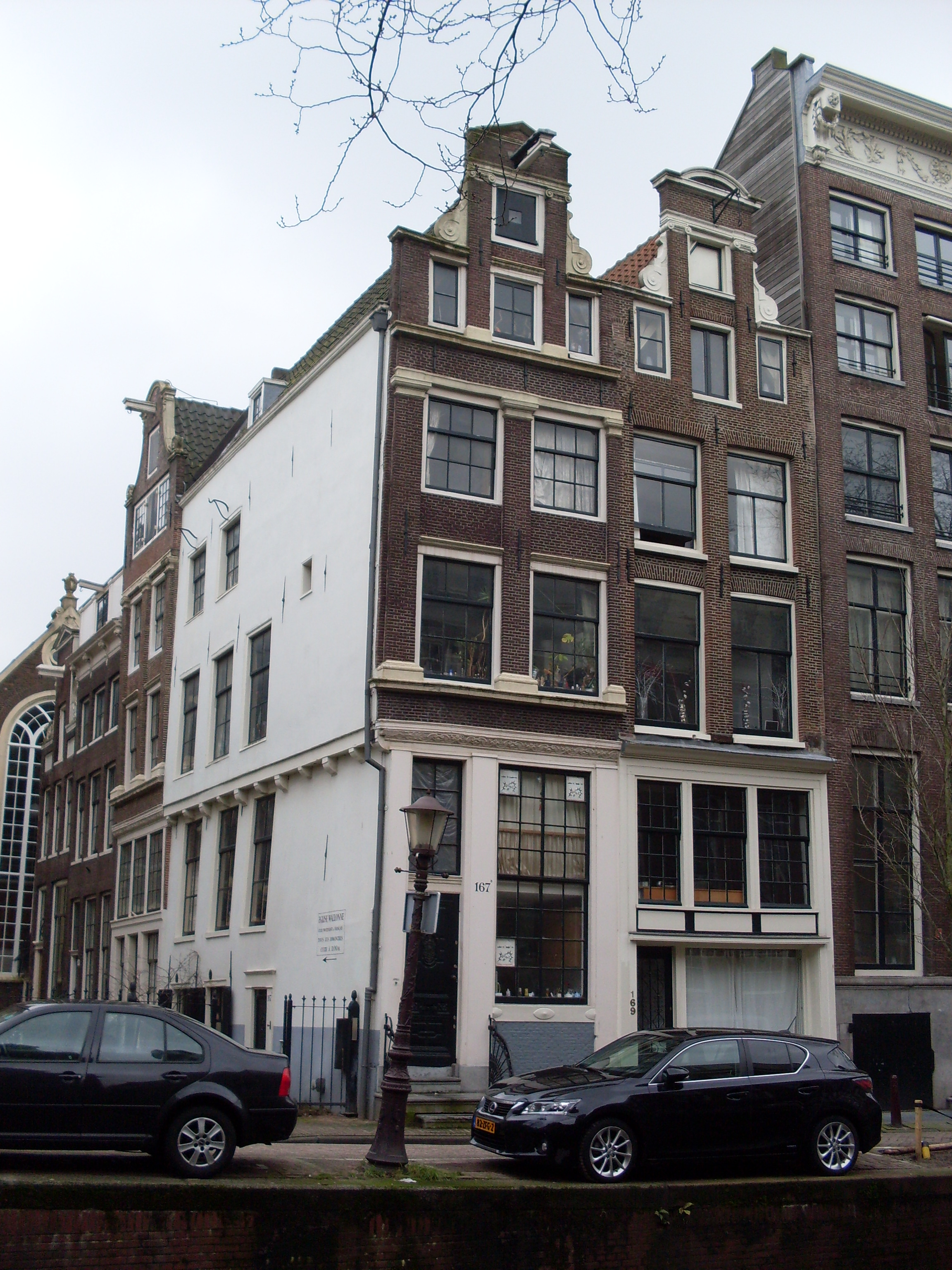
hoekpand op 167